# Psephenops argentinensis
Psephenops argentinensis är en skalbaggsart som beskrevs av Delève 1967. Psephenops argentinensis ingår i släktet Psephenops och familjen Psephenidae. Inga underarter finns listade i Catalogue of Life.